# Anders Pettersson i Dahl
Anders Pettersson (i riksdagen kallad Pettersson i Dahl), född 1 april 1888 i Spannarps socken i Hallands län, död 27 mars 1965 i Alfshögs socken i Hallands län, var en svensk lantbrukare och politiker (bondeförbundet).
Pettersson var ledamot av riksdagens andra kammare 1933–1960 och var även ledamot av Hallands läns landsting mellan 1931 och 1963. Mycket av hans aktivitet i riksdagen handlade om jordbruksfrågor, bland annat var han ordförande för jordbruksutskottet 1957–1960. I riksdagen skrev han 197 egna motioner med koncentration på jordbrukspolitiken. Andra motioner gällde bl.a. inskränkningar i nöjesverksamheten på landsbygden, plan för elkraftsutbyggnaden och åtgärder för samverkan mellan arbetsmarknadens parter. Han gjorde 29 interpellationer om jordbrukets och landsbygdens problem, särskilt frågor kring byggande och elektrifiering. En interpellation gällde planerna på en "autostrada" från Malmö till den norska gränsen.
Han låg bakom att Larsagården flyttades till Katrinebergs folkhögskola 1958/1959.